# اسکات اندرسن
اسکات اندرسن (انگلیسی: Scott D. Anderson) یک کارآفرین، و بازرگان اهل ایالات متحده آمریکا است.